# اندیس خاک صنعتی اسفستان
خاک صنعتی اسفستان یک اندیس غیرفلزی است که در حوالی شهر تاکستان استان قزوین قرار دارد و مادهٔ معدنی موجود در آن، خاک صنعتی است.سنگ میزبان این اندیس توفها و ریولیتهای آلتره شدة سازند کرج است و دیرینگی آن به دوران ائوسن می‌رسد. در این اندیس، پاراژنز‌های کوارتز - فلدسپات - هماتیت یافت می‌شوند.